# Kõljala
Koordinaten: 58° 22′ N, 22° 41′ O

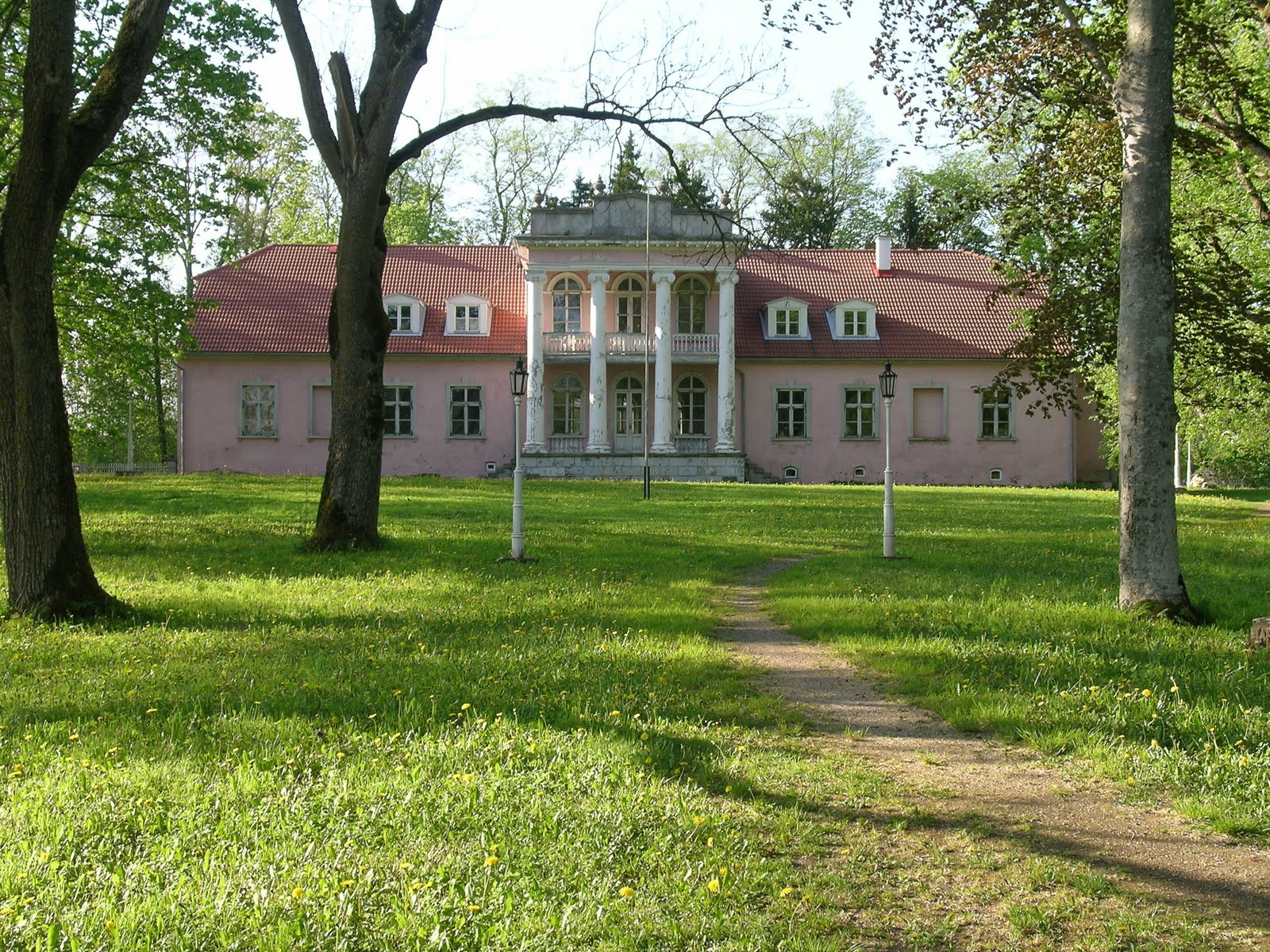
Herrenhaus

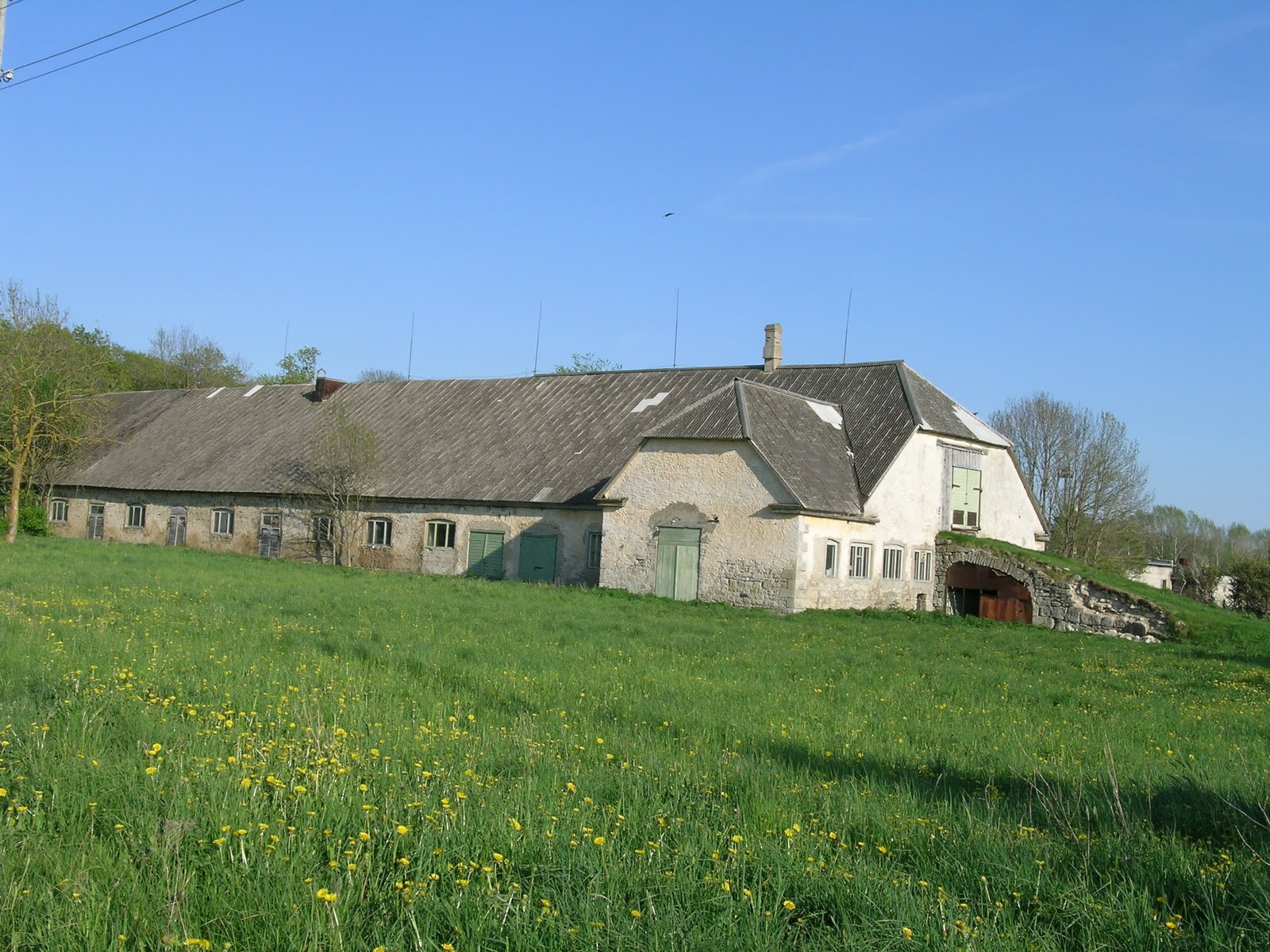
Nebengebäude des ehemaligen Guts

Kõljala (deutsch Kölljall) ist ein Dorf (estnisch küla) auf der größten estnischen Insel Saaremaa. Es gehört zur Landgemeinde Saaremaa (bis 2017: Landgemeinde Pihtla) im Kreis Saare.

## Einwohnerschaft und Lage
Das Dorf hat 214 Einwohner (Stand 31. Dezember 2011). Es liegt achtzehn Kilometer nordöstlich der Inselhauptstadt Kuressaare.

## Gut
Während des 13. Jahrhunderts wurde das Gebiet einem gewissen Hinrik Beckeshafwede verlehnt. Sein Sohn fasste die Ländereien zu dem Gut Cölljall zusammen. Von 1250 bis 1509 sowie von 1840 bis zur Enteigenung im Zuge der estnischen Landreform 1919 stand es im Eigentum der adligen deutschbaltischen Familie Buxhoeveden.
Von 1921 bis 1955 war auf dem ehemaligen Gut eine Landwirtschaftsschule untergebrachte, anschließend fiel es an die örtliche Sowchose.
Das eingeschossige Herrenhaus mit seinem hohen barocken Dach stammt aus dem letzten Viertel des 18. Jahrhunderts. Anfang des 19. Jahrhunderts wurde die Fassade durch einen hohen Portikus verschönert.